# Volvo 9900
Volvo 9900 är en buss från Volvo Bussar som ursprungligen kom till efter att Volvo köpt upp den tyska busstillverkaren Drögmöller i slutet av 1990-talet. Modellen har ett lutande "teatergolv" vilket många tidigare Drögmöller-modeller också har haft. Den första modellen tillverkades mellan 1999 och 2005 och byggdes först på Volvo B12R- och senare på Volvo B12B-chassin. En ny modell med samma beteckning kom i slutet av 2000-talets första decennium och byggs i Volvos fabrik i Wrocław i Polen. Den hade i början Volvo B12B-chassi men fick senare Volvo B11R och B13R-chassin. En helt ny generation kom år 2018.

## Galleri

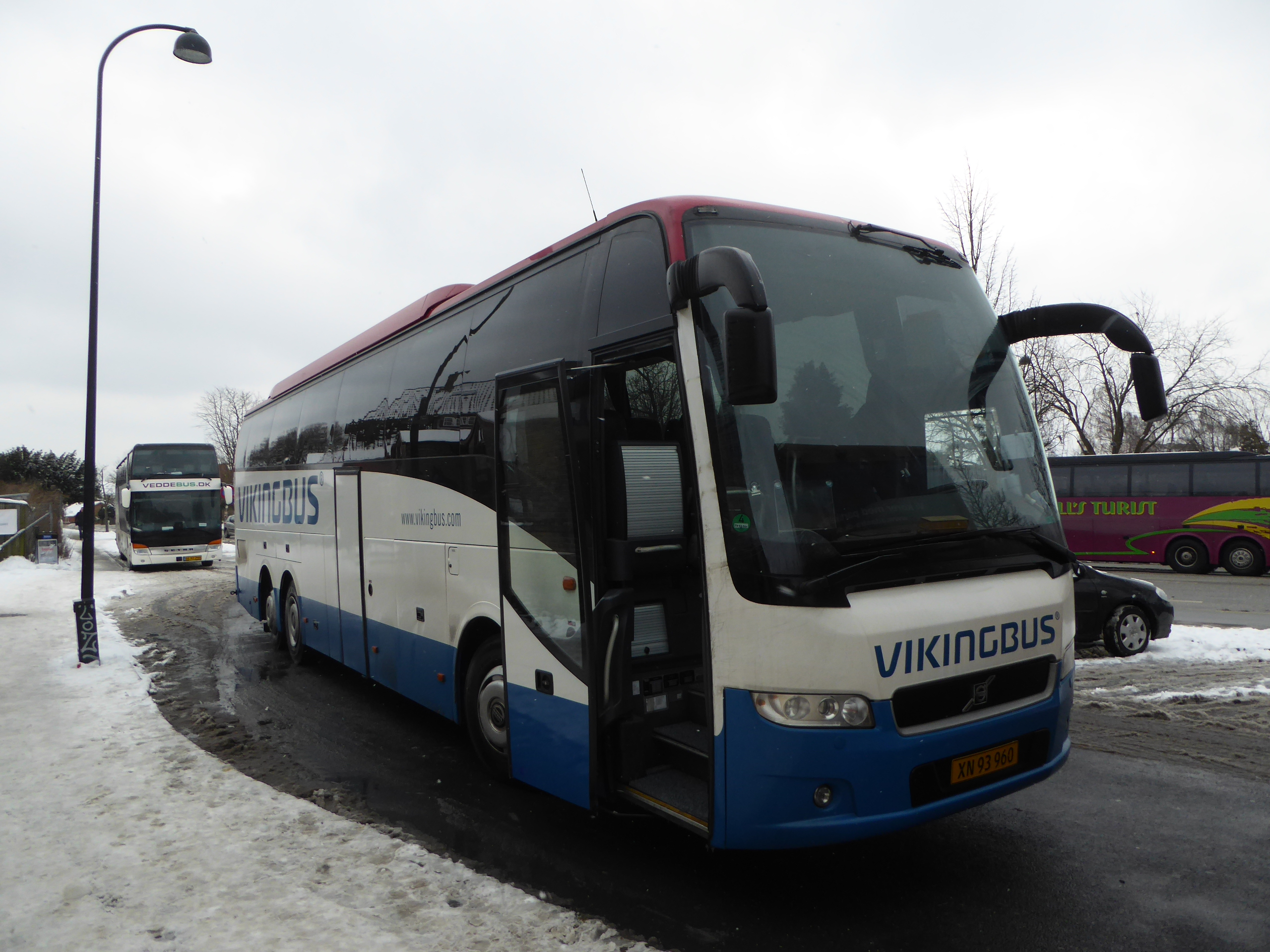
Volvo 9900 av den andra generationen.
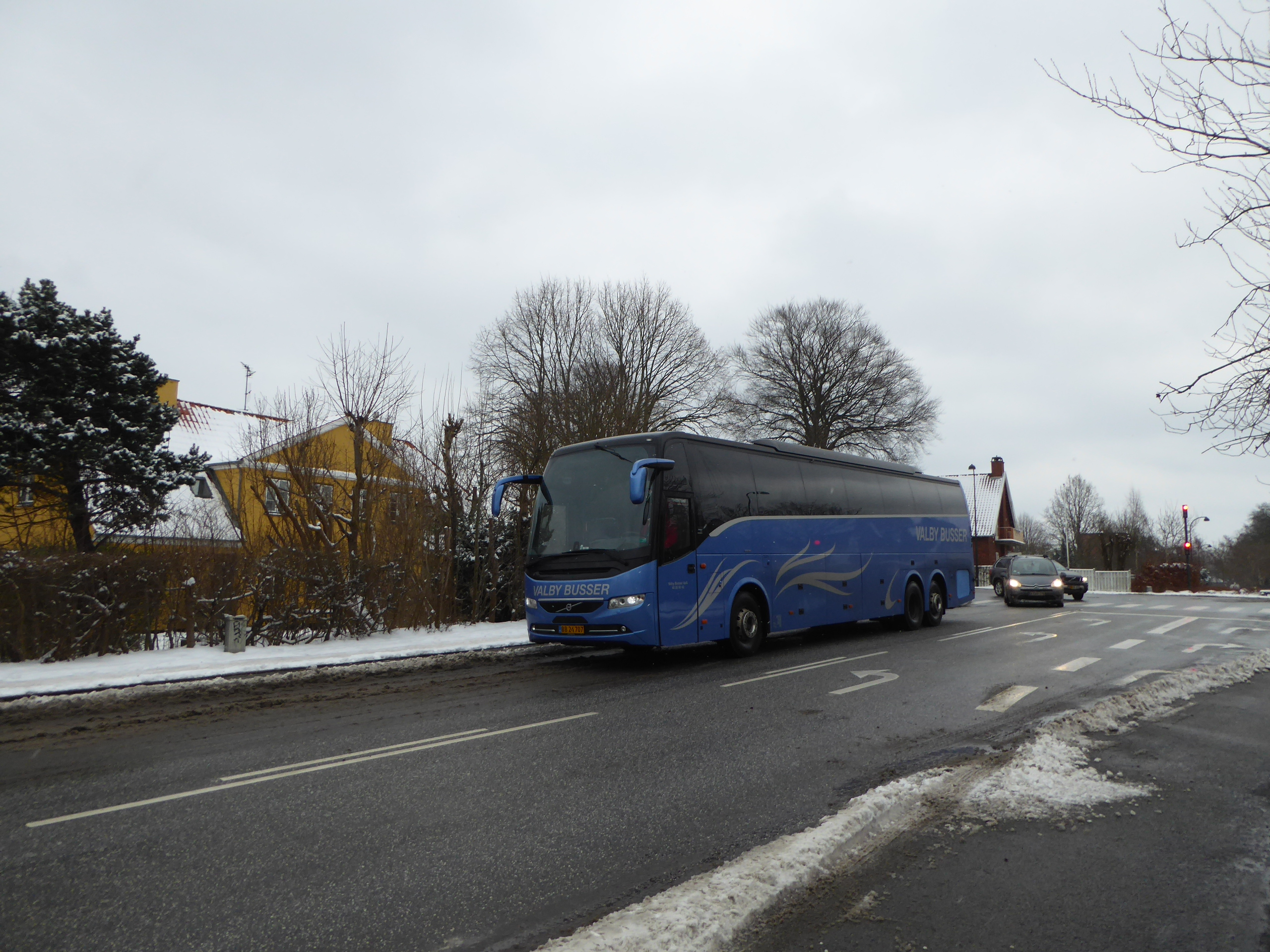
Volvo 9900 av den andra generationen, efter facelift.
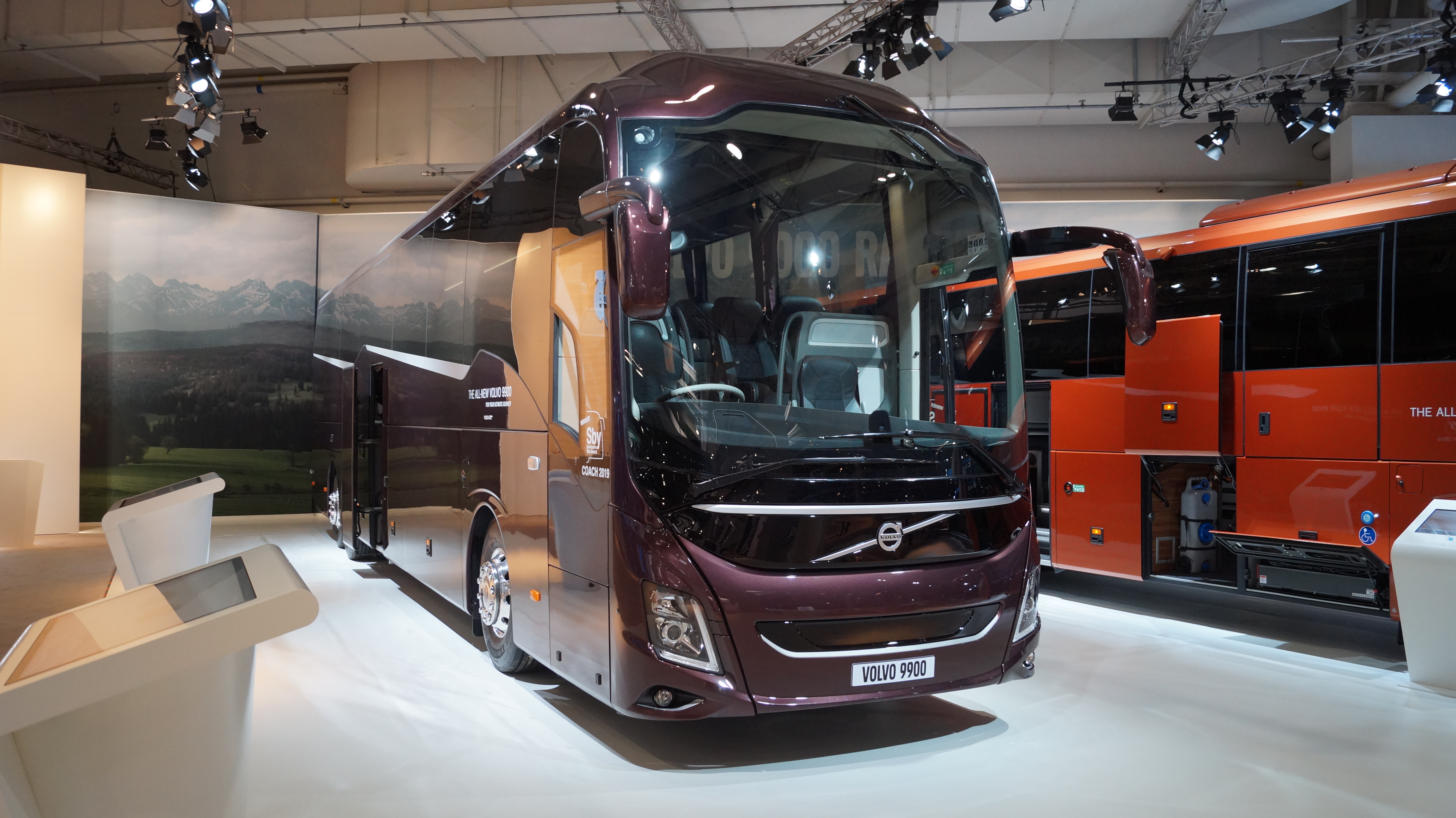
Tredje generationens Volvo 9900 på Bilsalongen i Frankfurt, 2018